# Рајко Грлић
Рајко Грлић (Загреб, 2. септембар 1947) хрватски је режисер, продуцент, сценариста, писац и професор.

## Биографија
Рајко Грлић је рођен 2. септембра 1947. у Загребу, СР Хрватска, СФР Југославија. Он је јеврејско-хрватско-српског порекла.
Дипломирао је на ФАМУ-у у Прагу а магистрирао 1971. године. Сврставају га у такозвану „Прашку школу” југословенског филма са филмским посленицима који су студирали у Прагу на ФАМУ-у
Уметнички је директор Мотовунског филмског фестивала. Професор је на универзитету у америчкој држави Охајо.

## Књиге
- Мотовун: књига постанка (коаутор 2003)
- (уредник 2004)
- Караула (коаутор 2006)
- Устав Републике Хрватске (коаутор 2016)
- (уредник 2018)
- Неиспричане приче (2019)[4]

## Филмографија
| Година | Назив филма/серије                       |
| ------ | ---------------------------------------- |
| 2024   | Свему дође крај                          |
| 2016   | Устав Републике Хрватске                 |
| 2010   | Нека остане међу нама                    |
| 2006   | Караула                                  |
| 2005   |                                          |
| 2001   | Ново, ново вријеме                       |
| 2000   |                                          |
| 1998   | Питка вода и слобода III                 |
| 1991   | Чаруга                                   |
| 1991   | Паризи - Истра                           |
| 1989   | Ђавољи рај                               |
| 1986   | Питке воде и слободе II                  |
| 1985   | За срећу је потребно троје               |
| 1985   | То није мој живот, то је само привремено |
| 1984   | У раљама живота                          |
| 1984   | Штефица Цвек у раљама живота             |
| 1982   | Загреб                                   |
| 1968   | Ствар срца                               |
| 1981   | Само једном се љуби                      |
| 1981   | Плава лагуна Пореч                       |
| 1978   | Браво маестро                            |
| 1976   | Жестоке приче                            |
| 1974   | Куд пукло да пукло                       |
| 1974   | Похвале                                  |
| 1973   | Причам ти причу                          |
| 1972   | Човјек у рђавом свијету                  |
| 1972   | Сваки је човјек добар                    |
| 1971   | Ми из Прага                              |
| 1971   | Све једно друго поједе                   |
| 1970   |                                          |